# ジャン・マリニャック

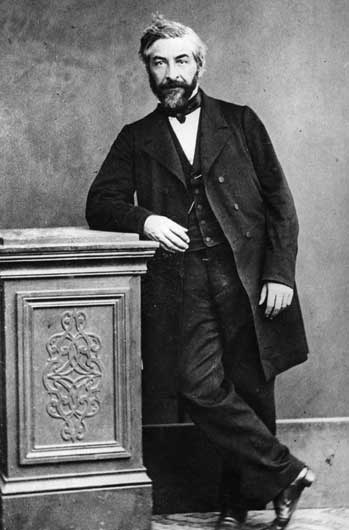
ジャン・マリニャック

ジャン・シャルル・ガリサール[あるいはガリナール]・ド・マリニャック（Jean Charles Galissard de Marignacもしくは、Jean Charles Galinard de Marignac、 1817年4月24日 - 1894年4月15日）はスイスの化学者である。希土類元素の発見や、多数の元素の原子量の精密な決定に業績を残した。

## 経歴・業績
1817年にジュネーヴに生まれ、16歳でパリのエコール・ポリテクニークに入学して、1837年から1839年までエコール・デ・ミーヌ（国立鉱山学校）に学んだ。
1840年にギーセンのリービッヒの研究室に学び、一時セーブル磁器工場で働いた後、1841年にジュネーヴ大学の化学の教授となった。後に鉱物学も教えた。
希土類元素のイッテルビウムを1878年に、ガドリニウムを1880年に発見した。
希土類元素は非常によく似ていて、一緒に産出するため、その分離は困難であって、多くの化学者とともに苦心して分離していった。
原子量の算出は、すべての元素の原子量は水素の原子量の整数倍になるというプラウトの仮説の検証するもので、ベルギーのジャン・セルヴェ・スタと同様にプラウトの仮説は成立しないことを示した。また、タンタルの化合物とニオブの化合物を分離して、それらが同一の元素でないことを示した。